# Banderillero

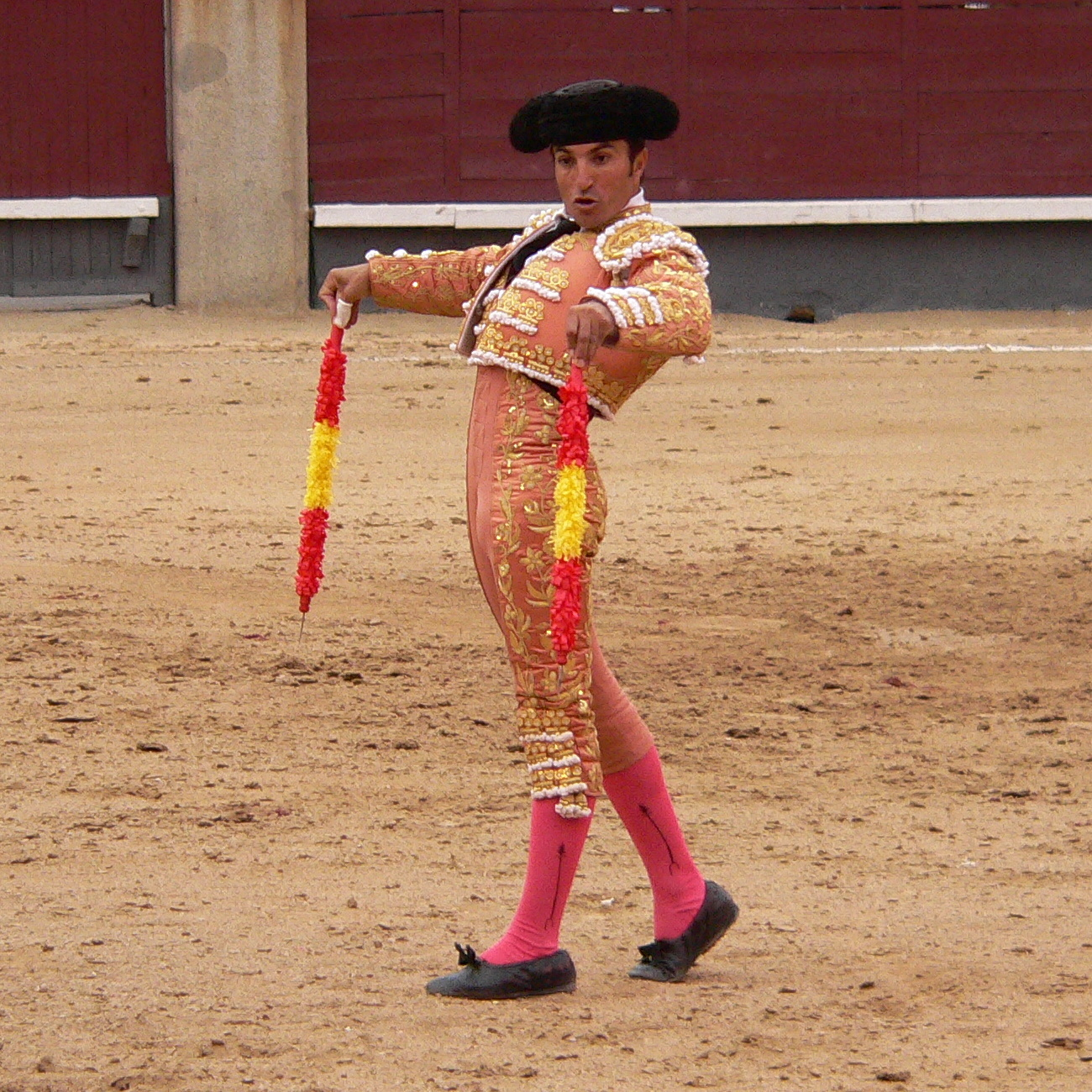
Banderillero aux arènes Las Ventas de Madrid

Le banderillero (ou rehiletero) est le torero, peón ou matador qui place les banderilles. Il intervient au cours du deuxième tercio d'une corrida.

## Présentation
Les banderilleros sont en général deux des trois peones membres de la cuadrilla du matador. Ils défilent au moment du paseo après le matador et avant les picadors.

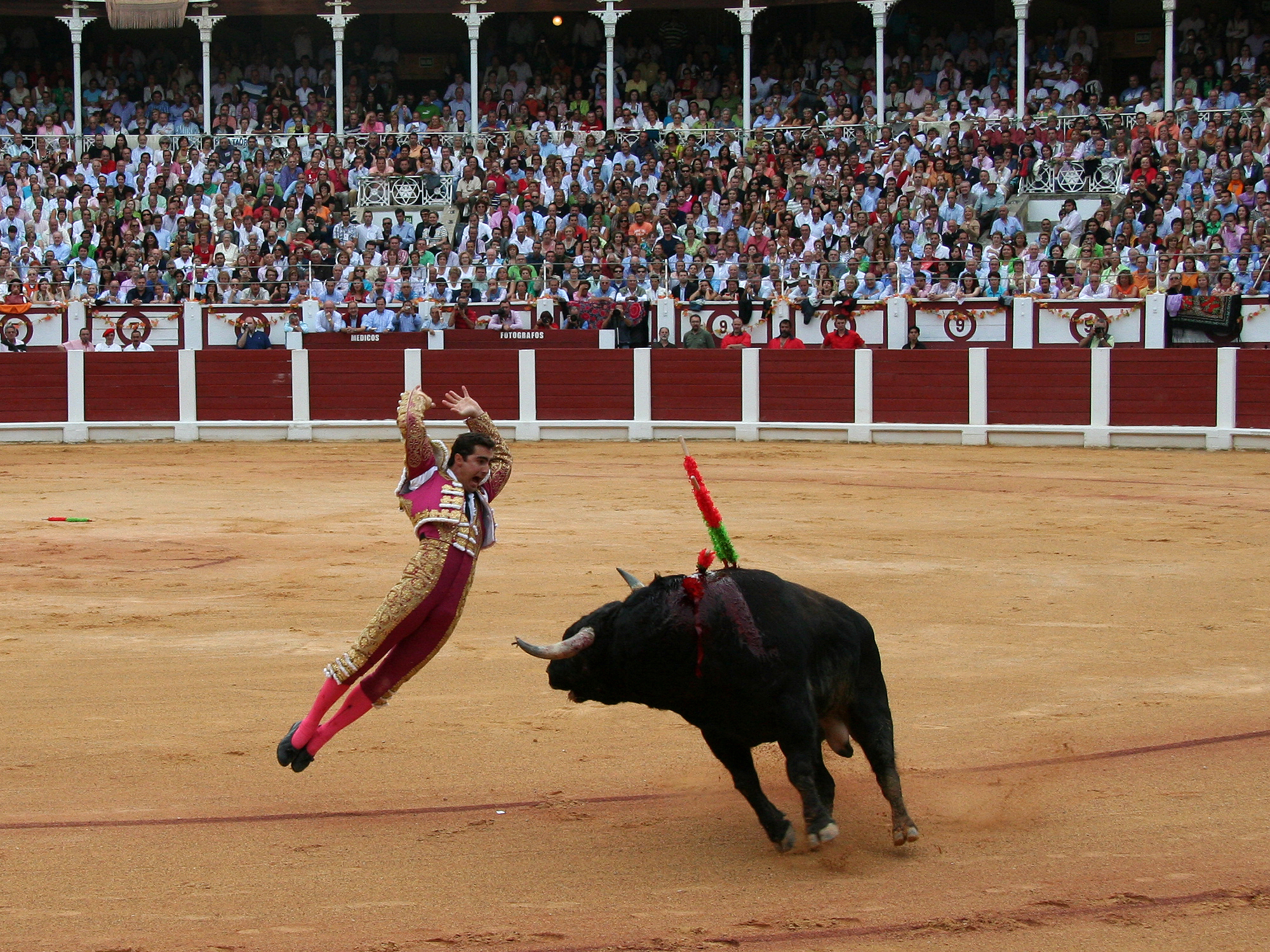
Le matador David Fandilla Marín (El Fandi) tient lui-même le rôle du banderillero.

Ils interviennent ensuite au cours de deuxième tercio, le tercio de banderillas, pour planter les banderilles, bâtons d'environ 80 cm de long terminés par un harpon et recouverts de papier de couleur, sur le garrot du taureau.
Le matador peut choisir, dans un geste d'éclat, d'effectuer lui-même cette suerte, accompagné de l'orchestre, s'il est particulièrement doué pour la discipline. On parle alors de « matador banderillero ».
Dans une cuadrilla, il y a deux banderilleros lidiadores et un puntillero. La tradition veut que le plus ancien des banderilleros réalise la lidia (placer le taureau ou détourner sa charge à l'aide du capote) du premier taureau pendant que son collègue pose les première et troisième paires de banderilles. Au deuxième taureau, les rôles sont inversés.
Le troisième banderillero (puntillero) pose à chaque fois la deuxième paire. C'est également lui qui, en sa qualité de puntillero, est chargé en fin de faena d'achever l'animal à terre après l'estocade.
Trois paires de banderilles sont généralement requises, mais le matador peut solliciter de la présidence l'autorisation de raccourcir le tercio ou au contraire de porter le nombre de paires de banderilles à quatre.
Dans le cas d'un taureau franchement manso (sans bravoure), en particulier un taureau qui a refusé toutes les piques et a fui les appels faits à la cape, le président peut décider de lui faire poser des banderilles noires, dont le harpon est légèrement plus long et qui sont une marque « d'infamie ». Leur usage demeure exceptionnel.
Dans la corrida portugaise, les banderilleros sont ceux qui accompagnent les cavaliers. En dépit de leur nom, ils ne servent qu'à replacer ponctuellement le taureau ou à protéger le cheval ou le cavalier en cas de chute.

## Histoire
Le 18 août 1936, durant la guerre d'Espagne, deux banderilleros républicains ont été assassinés par les franquistes : Joaquín Arcollas Cabezas, connu sous le pseudonyme de Magarza, et Francisco Galadí Melgar. Ils sont fusillés avec le poète Federico García Lorca et le professeur Dióscoro Galindo González, à Viznar, en Andalousie. Malgré d'importantes recherches toujours en cours, les corps des quatre hommes n'ont pas été retrouvés à ce jour.

## Art
La Pose des banderilles est une huile sur fer blanc de Francisco de Goya réalisée entre 1793 et 1794,,.